# Китайская комната
Кита́йская ко́мната (англ. Chinese room) — мысленный эксперимент в области философии сознания и философии искусственного интеллекта, впервые опубликованный Джоном Сёрлом в 1980 году. Цель эксперимента состоит в опровержении утверждения, что цифровая машина, наделённая «искусственным интеллектом» путём её программирования определённым образом, способна обладать сознанием в том же смысле, в котором им обладает человек. Иными словами, целью является опровержение гипотезы так называемого «сильного» искусственного интеллекта и критика теста Тьюринга.
Этот философский аргумент до сих пор является одним из самых обсуждаемых в области когнитивистики. Некоторые исследователи даже определяют когнитивистику как «исследовательский проект по опровержению аргумента Сёрла». Только с 2010 по 2014 год было выпущено более 750 статей в научных журналах, где обсуждается мысленный эксперимент Сёрла.

## Общие сведения
Эксперимент был опубликован в 1980 году в статье «Minds, Brains, and Programs» журнала «The Behavioral and Brain Sciences». Ещё до публикации эксперимент вызвал полемику, поэтому статья содержала как оригинальный аргумент Сёрла, так и возражения 27 исследователей в области когнитивных наук, а также ответы Сёрла на эти возражения. Помимо этого, эксперимент описан в книге 1984 года «Minds, Brains and Science» и в январском выпуске журнала Scientific American 1990 года.

### Описание эксперимента
Представим себе изолированную комнату, в которой находится Джон Сёрл, который не знает ни одного китайского иероглифа. Однако у него есть записанные в книге точные инструкции по манипуляции иероглифами вида «Возьмите такой-то иероглиф из корзинки номер один и поместите его рядом с таким-то иероглифом из корзинки номер два», но в этих инструкциях отсутствует информация о значении этих иероглифов, и Сёрл просто следует этим инструкциям подобно компьютеру.
Наблюдатель, знающий китайские иероглифы, через щель передаёт в комнату иероглифы с вопросами, а на выходе ожидает получить осознанный ответ. Инструкция же составлена таким образом, что после применения всех шагов к иероглифам вопроса они преобразуются в иероглифы ответа. Фактически инструкция — это подобие компьютерного алгоритма, а Сёрл исполняет алгоритм так же, как его исполнил бы компьютер.
В такой ситуации наблюдатель может отправить в комнату любой осмысленный вопрос (например, «Какой цвет вам больше всего нравится?») и получить на него осмысленный ответ (например, «Синий»), как при разговоре с человеком, который свободно владеет китайской письменностью. При этом сам Сёрл не имеет никаких знаний об иероглифах и не может научиться ими пользоваться, поскольку не может узнать значение даже одного символа. Сёрл не понимает ни изначального вопроса, ни ответа, который сам составил. Наблюдатель, в свою очередь, может быть уверен, что в комнате находится человек, который знает и понимает иероглифы.

### Аргументация
Таким образом Сёрл заключает, что хотя такая система и может пройти тест Тьюринга, но при этом никакого понимания языка внутри системы не происходит, а значит тест Тьюринга не является адекватной проверкой мыслительных способностей. Доводы Сёрла направлены на критику позиции так называемого «сильного» искусственного интеллекта, согласно которой компьютеры с соответствующей программой на самом деле могут понимать естественный язык, а также обладать другими ментальными способностями, свойственными людям. Гипотеза слабого искусственного интеллекта, напротив, говорит лишь о том, что компьютеры способны имитировать ментальные способности человека, поэтому Сёрла она не интересует.
Формально аргументацию можно представить так:
1. Если гипотеза «сильного» ИИ верна, тогда существует такая программа для китайской письменности, при запуске которой в вычислительной системе эта система будет понимать китайскую письменность.
2. Я могу исполнить программу для китайской письменности без понимания этой письменности.
3. Следовательно, гипотеза «сильного» ИИ неверна.

Второй пункт обосновывается мысленным экспериментом «китайской комнаты». Вывод говорит о том, что запуск такой программы не ведёт к пониманию языка. Более общий вывод Сёрла говорит о том, что любые манипуляции с синтаксическими конструкциями не могут приводить к пониманию.

## Предпосылки
У этого философского аргумента можно выделить 3 важных предшественника:

### Мельница Лейбница
«Мельница Лейбница» — мысленный эксперимент, описанный Готфридом Лейбницем в «Монадологии». Лейбниц предлагает представить машину размером с мельницу, которая симулирует чувства, мысли и восприятие. И если зайти внутрь такой машины, то ни одна из движущихся частей, обеспечивающих её работу, не будет являться сознанием или объяснением восприятия. Так Лейбниц пытался показать, что одних физических состояний недостаточно для функционирования сознания.

### Бумажная машина Тьюринга
«Бумажная машина Тьюринга» — машинный алгоритм для игры в шахматы, придуманный Аланом Тьюрингом в 1951 году, где в качестве машины-исполнителя выступал человек. При этом человеку не нужно было знать, как играть в шахматы, а нужно было просто исполнять алгоритм, на основе входных данных о ходе соперника (например, «при ходе противника N передвиньте ферзя на B7»). Тьюринг считал, что компьютеры будут способны к поддержанию беседы на человеческом языке, для этого он и разработал то, что сейчас называется тестом Тьюринга.

### Китайская нация
«Китайская нация» — мысленный эксперимент, предложенный Недом Блоком в 1978 году для опровержения функционализма. Эксперимент Блока схож с «Китайской комнатой», однако Блок предлагает использовать множество китайцев, каждый из которых бы эмулировал нейрон искусственного мозга. В такой системе каждый китаец имел бы телефон и список номеров других китайцев. В зависимости от того, когда зазвонил телефон конкретного китайца, он бы звонил кому-либо из своего списка. При этом передача сообщения по телефону не требуется, необходим лишь только факт звонка (так же происходит взаимодействие между нейронами). Тогда, если в такой системе создать функциональное состояние, которое появляется при восприятии боли, вся «Китайская нация» окажется в состоянии боли, при этом ни один из китайцев не будет эту боль чувствовать. Это применимо к любым ментальным состояниям и чувствам.

## Критика
Мысленный эксперимент вызвал интенсивную критику в академических кругах. Были выдвинуты различные доводы против аргумента Сёрла.

### Аргумент о системе
Некоторые критики считают, что тест Тьюринга выдержал не человек в комнате, а система, состоящая из комнаты, книги правил и человека. Сёрл, по их мнению, отвлекает внимание от этого факта, скрывая логические ошибки и концентрируясь на одном из компонентов системы, выполняющем в данном случае чисто механическую работу. Система из книги правил, человека и комнаты, по их мнению, является разумной и понимает китайский язык. В качестве контраргумента Сёрл предлагает заставить человека запомнить формальные правила ответов для системы. По мнению философа, система, которая теперь будет состоять только из человека, всё равно не сможет понять китайский язык.

### Робот
Часть критиков согласна с тем, что следование простым инструкциям на человеческом языке не создаёт понимания, однако это не значит, что такое понимание невозможно создать в принципе. Так, например, эти критики полагают, что эффект понимания достижим, если создать робота с самообучающейся программой, а также оснастить его датчиками для восприятия мира. Такой робот, по их мнению, может взаимодействовать с миром, познавать его, будет способен обучиться подобно ребёнку, а следовательно сможет начать понимать так же, как человек. Сёрл возражал против того, что в случае робота применим тот же аргумент. Сёрл предлагал поместить человека внутрь робота, и человек, в зависимости от увиденных через датчики иероглифов, выполнял бы движение телом робота, и в то же время он бы не имел никакого понимания происходящего, а лишь выполнял синтаксические манипуляции над символами.

### Искусственный мозг
Поскольку компьютерные алгоритмы работают не так, как настоящий мозг, некоторые критики предлагают воссоздать нейронную сеть человека, владеющего китайской письменностью. Тогда такая нейронная сеть должна понимать иероглифы точно так же, как и человек. На это Сёрл возражал, что даже симуляция работы мозга недостаточна для создания эффекта понимания, и предлагал модифицированную «китайскую комнату». В такой комнате вместо нейронов можно представить водопроводные трубы, а человек внутри комнаты переключает эти трубы согласно инструкции в зависимости от входных сигналов. При этом понимания иероглифов не появляется ни у человека, ни у водопроводных труб.

### Другие умы
Ещё одно возражение к «китайской комнате» основано на том, что мы определяем, понимает ли человек китайские иероглифы, лишь по его поведению. Если компьютер ведёт себя так же, как человек, владеющий китайской письменностью, то тогда нам следует полагать, что и компьютер её понимает. Таким критикам Сёрл отвечал, что суть аргумента не в том, откуда мы знаем, что у других людей есть ментальные состояния, а в том, что́ есть эти ментальные состояния. С точки зрения Сёрла, ментальные состояния не могут быть определены как просто вычислительный процесс и его вывод, поскольку для этого не требуется ментальное состояние.

### Интуиция
Многие исследователи критиковали Сёрла за то, что в своих суждениях относительно терминов «понимание» и «сознание» он опирается на интуицию. Однако многие вещи контринтуитивны даже в современной науке, поэтому не следует полагаться на интуицию в суждениях об искусственном интеллекте. В качестве иллюстрации С. Пинкер приводит научно-фантастический очерк, где инопланетяне, имеющие другую форму сознания, прибывают на Землю и не могут поверить, что люди способны что-либо понимать, поскольку внутри их голов находится мясо. По мнению Пинкера, интуиция подводит инопланетян так же, как она подводит Сёрла. Д. Хофштадтер заявлял также, что автор просто не принимает идею возможности сильного ИИ, настаивая, что тому не будет хватать некой чудодейственной «каузальной силы мозга», которую Сёрл описывает по-разному и с пробелами в логике. 

## Общие философские вопросы

### Синтаксис и семантика
Сёрл полагал, что эксперимент с «китайской комнатой» поднимает и более общий философский вопрос соотношения синтаксиса и семантики. По его мнению, в эксперименте не удалось достичь понимания, потому что человек внутри комнаты оперировал лишь синтаксическими конструкциями, в то время как сознание обладает ментальными состояниями, содержащими смысл. Человеческий разум, в отличие от компьютера, воспринимает иероглифы не по тому, как они выглядят, а согласно смыслу, который они содержат. И хотя компьютеры и могут выдавать ответы на естественном языке, они не связывают со словами никакого смысла. Сёрл считал, что невозможно получить семантические значения лишь из формальных манипуляций символами.
В свою очередь, критики возражали, что компьютерная система, выполняющая программу, тоже имеет сознание. Действительно, алгоритм, записанный в книге и лежащий на книжной полке, не может привести к появлению понимания. Но алгоритм, запущенный на сложной вычислительной машине, имеющий как физическое состояние (напряжение на транзисторе), так и интерпретацию физического состояния (символы), вполне может давать «эффект» понимания. В качестве пародийного контрпримера к аргументам Сёрла Д. Чалмерс приводит рецепт кекса, который является чисто синтаксической конструкцией и не приводит к «эффекту» рассыпчатости (аналог «понимания» у Сёрла), однако кексы являются рассыпчатыми, следовательно, выполнение рецепта недостаточно для появления кекса.
Станислав Лем утверждал, что описанная в эксперименте Сёрла работа вообще всегда асемантично формальна, следовательно, «понимание» в самих текстах не участвует и тем более «сознание» (в т. ч. в системе «Сёрл — инструкции»), — тем самым идея доводится до абсурда, не имея отношения к реальной проблематике ИИ.

### Сознание и тело
Ещё одним вопросом в дискуссии стала проблема соотношения тела и сознания. По мнению Сёрла, сознание — это одна из эксклюзивных способностей мозга, основанная на его нейронных процессах. То есть Сёрл является сторонником теории идентичности в философии сознания.
Сторонники функционализма же, напротив, полагают, что любое ментальное состояние (в том числе сознание) является тем, какие функции оно выполняет. Следовательно, сознание может быть реализовано на любой платформе, которая позволяет выполнить те же функции.
Современные исследования в области нейронауки пока не позволяют сказать, является ли сознание достаточно абстрактной сущностью, чтобы быть абстрагированной от нейронов, или, наоборот, сильно связано с биологической основой функционирования мозга. Этот вопрос остаётся открытым.

### Симуляция и дупликация
В дискуссии Сёрл также упирал на разницу между симуляцией и дупликацией. Ведь никто не путает компьютерную симуляцию погоды с реальной погодой. Так, по мнению Сёрла, и не стоит путать компьютерную симуляцию понимания с реальным пониманием. Однако к этому аргументу высказывались претензии о невозможности отличить симуляцию от дупликации. Например, не ясно, является ли искусственное сердце симуляцией настоящего сердца или дубликатом. То же самое применимо к протезам: люди на протезах ходят или симулируют хождение? Поэтому принцип разделения симуляции и дупликации Сёрла имеет серьёзные проблемы.

## Влияние
Несмотря на длительные дискуссии исследователей из различных областей, спустя более чем 30 лет консенсус относительно аргумента Сёрла до сих пор не достигнут. Одни называют этот мысленный эксперимент самым известным контрпримером в истории, нанёсшим удар по функционализму, от которого тот так и не смог оправиться. Его также называют классическим аргументом для когнитивной науки. Другие (например, Д. Хофштадтер, Д. Деннет, С. Лем) считают этот аргумент явно ошибочным и вводящим в заблуждение.
Мысленный эксперимент «китайской комнаты» отражает серьёзные проблемы в нашем понимании того, что есть смысл и сознание, и до тех пор, пока мы не получим ответы на вопросы «что есть синтаксис, и каково его отношение к смыслу?», «какие процессы создают смысл и понимание?», «какова биологическая основа сознания?», согласие относительно аргумента Сёрла маловероятно.